# اکنون مرا می‌بینی: اکنون دیگر نمی‌بینی
اکنون مرا می‌بینی: اکنون دیگر نمی‌بینی  (انگلیسی:Now You See Me: Now You Don't) یک فیلم سرقت و دلهره‌آور آمریکایی آماده اکران به کارگردانی روبن فلیشر با بازی جسی آیزنبرگ، مارک رافلو، وودی هرلسون، دیو فرانکو، آیلا فیشر، لیزی کاپلان، رزمند پایک، دنیل ردکلیف و مورگان فریمن است. این فیلم به عنوان دنباله‌ای بر اکنون مرا می‌بینی ۲ (۲۰۱۶) و سومین قسمت این مجموعه فیلم‌ها در نظر گرفته می‌شود.
در حال حاضر قرار است این فیلم در تاریخ ۱۴ نوامبر ۲۰۲۵ منتشر شود.

## ساخت
فیلمبرداری در ژوئیه ۲۰۲۴ در بوداپست با جرج ریچموند به عنوان فیلمبردار آغاز شد. فیلمبرداری در آنتورپ، بلژیک از ۲۸ اوت تا ۱ سپتامبر ۲۰۲۴ انجام شد. سرانجام تصویربرداری اصلی در ۱۸ نوامبر ۲۰۲۴ به پایان رسید.